# Enoch West
Enoch James « Knocker » West (né le 31 mars 1886 à Hucknall Torkard dans le Nottinghamshire et mort en septembre 1965) était un joueur de football anglais.

## Biographie
Il commence sa carrière à Sheffield United. Il n'obtient pas le succès escompté à Bramall Lane, et part donc du club en 1905 pour £ 5 à Nottingham Forest. En 1910, il part ensuite à Manchester United et aide le club à remporter la ligue en 1911. Il inscrit 80 buts lors de sa carrière à Manchester United.
En 1915, il est banni à vie par la Football Association, ainsi que trois joueurs de Manchester et quatre autres de Liverpool après avoir été reconnu coupable de matchs arrangés et de paris illégaux. West proclame son innocence, et ne sera acquitté qu'en 1945. Sa suspension, qui durera 30 ans, est la plus longue de l'histoire de la Football League. Il a 59 ans lorsqu'il est acquitté, et ne remettra jamais les pieds dans le monde du football.
West décède en 1965, à l'âge de 79 ans.

## Palmarès
Nottingham Forest FC
- Champion du Championnat d'Angleterre de football D2 (1) :
  - 1907.
- Meilleur buteur du Championnat d'Angleterre de football (1) :
  - 1908: 27 buts.

Manchester United FC
- Champion du Championnat d'Angleterre de football (1) :
  - 1911.